# Paranavaí
Paranavaí es un municipio brasileño, ubicado en el noroeste del estado de Paraná, principal centro de la microrregión de Paranavaí. Su altitud y de 425 m s. n. m. y su área corresponde a 1202,4 km². En 2017, su población fue estimada en 87.850 habitantes (datos del IBGE), lo que da una densidad demográfica de 67,88 h/km².